# Émile Guyou
Émile Guyou, né le 25 décembre 1843 à Fontainebleau et mort le 24 août 1915 à Pleumeur-Bodou, est un officier de marine et scientifique français. 

## Biographie
Il entre à l'École navale en octobre 1860 et en sort aspirant de 1re classe en septembre 1864. Il sert alors à la station des Antilles sur la Tisiphone puis passe à celle de Guyane sur l'Abeille où il se fait remarquer à deux reprises en secourant des navires naufragés (1865-1867). 
Enseigne de vaisseau (septembre 1866), il est chargé en 1868 de l'instruction des pilotes de la flotte sur le Faon. Membre d'un bataillon de Bretagne durant la guerre de 1870, il sert à terre et est nommé lieutenant de vaisseau en août 1870. Second du transport Européen (1871), il commande en 1872 le Harpon en Cochinchine puis la Sagaie et le Coutelas (1873-1874) et obtient deux témoignages de satisfaction pour ses relevés hydrographiques du Mékong et son rôle dans les opérations de Huyện. 
En 1875, il est envoyé à la majorité de Cherbourg dont il devient chef du secrétariat (1876) avant d'embarquer sur le Castor à la mission hydrographique de Tunisie. Il crée alors un compteur mesurant la vitesse de rotation des machines qui lui vaut un nouveau témoignage de satisfaction. 
Il écrit en 1877 une étude sur la théorie de la houle et est nommé professeur d'architecture à l’École navale en 1879. Il enseigne ensuite l'astronomie et la navigation (1882) puis devient examinateur (1884). En septembre 1885, il est chargé du service des instruments nautiques au Service hydrographique de la marine et est promu capitaine de frégate en mars 1887. 
Membre du Bureau central météorologique (octobre 1893), il est élu en janvier 1894 à l'Académie des sciences dans la section de géographie et de navigation. Membre du Bureau des longitudes (mars 1896), il dirige l'observatoire de Paris-Montsouris dès avril 1896. 
Enseignant à l'École nationale supérieure maritime (1898), il effectue de nombreuses recherches sur le perfectionnement des compas, des sondeurs, des baromètres et des thermomètres. Il prend sa retraite en avril 1898 mais continue malgré tout à travailler au Service hydrographique jusqu'en 1905. 
Il fut en outre président de la Société mathématique de France (1899-1900).

## Œuvres
On lui doit de nombreuses recherches scientifiques :
- Théorie nouvelle de la stabilité de l'équilibre des corps flottants (1881)
- Tables de poche donnant le point observé et les droites de hauteur (1884)
- Géométrie du navire (1887)
- Théorie du navire (1887)
- Traité d'astronomie (1892)

## Décoration
- Commandeur de la Légion d'honneur (22 juillet 1905). Chevalier du 6 juin 1876 et officier du 5 juillet 1888.

## Prix
- Prix Plumey de l'Académie des sciences pour Théorie du navire (1887).

## Hommage
- Une rue de Toulouse a été nommée en son honneur.